# Фаррес, Олегарио
Олегарио Фаррес Монгелос (исп. Olegario Farrés Mongelós; 13 августа 1934, Асунсьон — 7 марта 2022) — парагвайский спортивный стрелок. Участник летних Олимпийских игр 1984 года.

## Биография
Олегарио Фаррес родился 13 августа 1934 года в парагвайском городе Асунсьон.
Был одним из основоположников стендовой стрельбы в Парагвае.
В 1984 году вошёл в состав сборной Парагвая на летних Олимпийских играх в Лос-Анджелесе. В трапе занял 67-е место, поразив 144 мишени, уступив 48 мишеней завоевавшему золото Лучано Джованетти из Италии.
В 1987 году участвовал в чемпионате мира в Валенсии.
В 1995 году выступал на Панамериканских играх в Мар-дель-Плате. Занял 35-е место в трапе, поразив 86 мишеней.
Умер 7 марта 2022 года.

## Семья
Сын — Освальдо Фаррес (род. 1967), парагвайский спортивный стрелок. Участник летних Олимпийских игр 1984 года, где в трапе занял 68-е место следом за отцом, поразив на 10 мишеней меньше.

## Память
В бразильском городе Гуарапуава ещё при жизни Фарреса в его честь начали проводить соревнования по стендовой стрельбе. В 2023 году они состоялись в 12-й раз.